# Llista de municipis d'Espanya

## Llista de municipis per províncies

Municipis d'Espanya

| Índex A B C D E F G H I J K L M N O P Q R S T U V W X Y Z |

### A
- Municipis d'Àlaba
- Municipis d'Alacant
- Municipis d'Albacete
- Municipis d'Almeria
- Municipis d'Astúries
- Municipis d'Àvila

### B
- Municipis de Badajoz
- Municipis de les Illes Balears
- Municipis de Barcelona
- Municipis de Biscaia
- Municipis de Burgos

### C
- Municipis de Càceres
- Municipis de Cadis
- Municipis de Cantàbria
- Municipis de Castelló
- Municipis de Ciudad Real
- Municipis de Conca
- Municipis de Còrdova
- Municipis de la Corunya

### G
- Municipis de Girona
- Municipis de Granada
- Municipis de Guadalajara
- Municipis de Guipúscoa

### H
- Municipis de Huelva

### J
- Municipis de Jaén

### L
- Municipis de Lleida
- Municipis de Lleó
- Municipis de Lugo

### M
- Municipis de Madrid
- Municipis de Màlaga
- Municipis de Múrcia

### N
- Municipis de Navarra

### O
- Municipis d'Osca
- Municipis d'Ourense

### P
- Municipis de Palència
- Municipis de las Palmas
- Municipis de Pontevedra

### R
- Municipis de la Rioja

### S
- Municipis de Salamanca
- Municipis de Santa Cruz de Tenerife
- Municipis de Saragossa
- Municipis de Segòvia
- Municipis de Sevilla
- Municipis de Sòria

### T
- Municipis de Tarragona
- Municipis de Terol
- Municipis de Toledo

### V
- Municipis de València
- Municipis de Valladolid

### Z
- Municipis de Zamora

## Llistes de municipis per comunitats autònomes
- Municipis d'Andalusia
- Municipis de l'Aragó
- Municipis del Principat d'Astúries
- Municipis de les Illes Balears
- Municipis de la Comunitat Autònoma de Canàries
- Municipis de Cantàbria
- Municipis de Castella - la Manxa
- Municipis de Castella i Lleó
- Municipis de Catalunya
- Municipis d'Extremadura
- Municipis de Galícia
- Municipis de la Comunitat de Madrid
- Municipis de la Regió de Múrcia
- Municipis de la Comunitat Foral de Navarra
- Municipis del País Basc
- Municipis de la Rioja
- Municipis del País Valencià